# اچ‌ام‌اس اسیستنس (۱۷۴۷)
اچ‌ام‌اس اسیستنس (۱۷۴۷) (به انگلیسی: HMS Assistance (1747)) یک کشتی بود که طول آن ۱۵۰ فوت (۴۵٫۷ متر) بود. این کشتی در سال ۱۷۴۷ ساخته شد.